# Nova Lima
Nova Lima − miasto we wschodniej Brazylii, w stanie Minas Gerais.
W mieście ośrodek wydobycia złota (kopalnia Morro Velho). Liczba mieszkańców w 2003 roku wynosiła ok. 76 tys.
W mieście ma siedzibę klub piłkarski Villa Nova AC.